# Nivell lògic
En els circuits digitals, un nivell lògic és un d'un nombre finit d'estats que pot habitar un senyal digital. Els nivells lògics solen representar-se per la diferència de tensió entre el senyal i la terra, encara que existeixen altres estàndards. El rang de nivells de tensió que representen cada estat depèn de la família lògica que s'utilitzi. Es pot utilitzar un desplaçador de nivell lògic per permetre la compatibilitat entre diferents circuits.

## Lògica de 2 nivells
En lògica binària, els dos nivells són lògics alt i lògic baix, que generalment corresponen als nombres binaris 1 i 0 respectivament o als valors de veritat vertader i fals respectivament. Els senyals amb un d'aquests dos nivells es poden utilitzar en àlgebra booleana per al disseny o anàlisi de circuits digitals.

### Estat actiu
L'ús del nivell de tensió més alt o inferior per representar qualsevol estat lògic és arbitrari. Les dues opcions són activa alta (lògica positiva) i activa baixa (lògica negativa). Els estats actiu-alt i actiu-baix es poden barrejar a voluntat: per exemple, un circuit integrat de memòria de només lectura pot tenir un senyal de selecció de xip que és actiu-baix, però les dades i els bits d'adreça són convencionalment actiu-alt. Ocasionalment, un disseny lògic es simplifica invertint l'elecció del nivell actiu (vegeu les lleis de De Morgan).
| Nivell lògic | Senyal actiu-alt | Senyal actiu-baix |
| ------------ | ---------------- | ----------------- |
| Alt lògic    | 1                | 0                 |
| Baix lògic   | 0                | 1                 |

### Nivells lògics de tensió
Els dos estats lògics solen estar representats per dos voltatges diferents, però s'utilitzen dos corrents diferents en alguna senyalització lògica, com la interfície de bucle de corrent digital i la lògica en mode de corrent. S'especifiquen els llindars alt i baix per a cada família lògica. Quan està per sota del llindar baix, el senyal és "baix". Quan està per sobre del llindar alt, el senyal és "alt". Els nivells intermedis no estan definits, donant lloc a un comportament del circuit molt específic de la implementació.
Exemples de nivells lògics binaris:
| CMOS | 0 V a 30% V DD | 70% V DD a V DD | V DD = tensió d'alimentació                                           |
| TTL  | 0 V a 0,8 V    | 2 V a V CC      | V CC = 5 V ±5% (família comercial 7400) o ±10% (família militar 5400) |

Tensió d'alimentació lògica:
| Tensió d'alimentació | Tecnologia     | Famílies lògiques (exemples)      | Referència  |
| -------------------- | -------------- | --------------------------------- | ----------- |
| 5V, 10V, 15V         | CMOS metàl·lic | 4000, 74C                         | [ 4 ]       |
| 5V                   | TTL            | 7400, 74S, 74LS, 74ALS, 74F, 74H  | [ 5 ]       |
| 5V                   | BiCMOS         | 74ABT, 74BCT                      |             |
| 5V                   | CMOS (TTL I/O) | 74HCT, 74AHCT, 74ACT              | [ 6 ]       |
| 3,3 V, 5 V           | CMOS           | 74HC, 74AHC, 74AC                 | [ 5 ] [ 6 ] |
| 5V                   | LVCMOS         | 74LVC, 74AXP                      | [ 7 ]       |
| 3,3 V                | LVCMOS         | 74LVC, 74AUP, 74AXC, 74AXP        | [ 7 ]       |
| 2,5 V                | LVCMOS         | 74LVC, 74AUP, 74AUC, 74AXC, 74AXP | [ 7 ]       |
| 1,8 V                | LVCMOS         | 74LVC, 74AUP, 74AUC, 74AXC, 74AXP | [ 7 ]       |
| 1,5 V                | LVCMOS         | 74AUP, 74AUC, 74AXC, 74AXP        | [ 7 ]       |
| 1,2 V                | LVCMOS         | 74AUP, 74AUC, 74AXC, 74AXP        | [ 7 ]       |

## Lògica de 3 valors
Encara que són rars, els ordinadors ternaris avaluen la lògica de tres valors o ternària de la base 3 utilitzant 3 nivells de tensió.